# Эктова, Ирина Андреевна
Ирина Андреевна Литвиненко (в браке — Эктова; род. 8 января 1987) — казахстанская легкоатлетка (тройной прыжок), мастер спорта международного класса Республики Казахстан.

## Биография
Ирина Литвиненко-Эктова мастер спорта международного класса РК, специализация — тройной прыжок. Выступает за «Вооруженные силы РК». Тренеры: А. Н. Эктов.
И. А. Литвиненко — участница Олимпиады 2008 в Пекине и Олимпиады 2012 в Лондоне, Олимпиады 2016 в Рио де Жанейро, Олимпиады 2020 в Токио. Принимала участие в трех чемпионатах мира: в Берлине (2009), в Тэгу (2011) и в Стамбуле (2012). Но медали завоевывала только на азиатских чемпионатах. В 2011 году на мемориале Г. Косанова получила лицензию на Олимпиаду 2012 в Лондоне.
1 февраля 2018 года на Чемпионате Азии в Тегеране в закрытых помещениях Ирина выиграла золотую медаль в тройном прыжке  с результатом 13.79 метров.

## Лучшие результаты
- на открытом воздухе — 14,48 —  Алматы (27.07.2011)
- в помещении — 14,09 —  Караганда (27.01.2012)

## Семья
Ирина замужем. Муж — Евгений Эктов — казахстанский легкоатлет (тройной прыжок), неоднократный призёр чемпионатов Азии.
Дочь — Яна (род 2010 г.)